# Juan Evangelista Venegas
Juan Evangelista Venegas est un boxeur portoricain né le 2 juin 1929 et mort le 16 avril 1987.

## Carrière
Sa carrière amateur est principalement marquée par une médaille de bronze remportée aux Jeux olympiques d'été de 1948 à Londres dans la catégorie des poids coqs.

### Jeux olympiques
Médaille de bronze en -54 kg aux Jeux de 1948 à Londres